# یوهان راسل
یوهان راسل (تلفظ در فرانسوی: [jo.an ʁɔ.sɛl]; زادهٔ ۱۳ فوریهٔ ۱۹۹۵) راننده رالی اهل فرانسه است. در سال ۲۰۲۱، او قهرمان رانندگان در دسته کلاس رالی قهرمانی جهان ۳ شد. راسل همچنین قهرمان رالی فرانسه در سال ۲۰۱۹ است.